# Klanjec

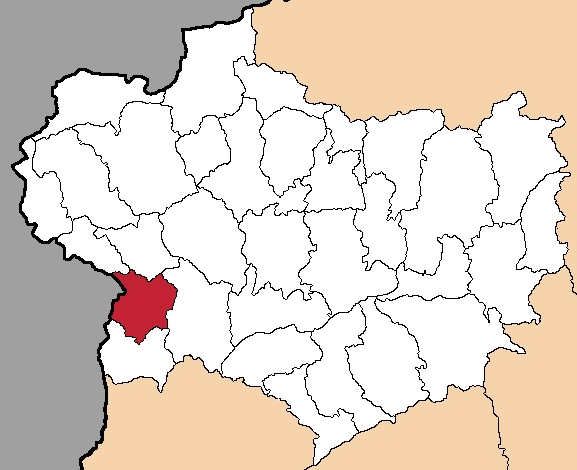
Lage der Stadt Klanjec in der Gespanschaft Krapina-Zagorje

Klanjec ist eine Stadt in der Gespanschaft Krapina-Zagorje im Nordwesten Kroatiens direkt an der kroatisch-slowenischen Grenze. Neben dem gleichnamigen Hauptort umfasst die Gemeinde 19 weitere Siedlungen. Sie hat insgesamt 2548 Einwohner (2021), davon 2042 Einwohner im Hauptort.

## Geographie
Der Ort liegt direkt an der kroatisch-slowenischen Grenze mit einem vorhandenen Grenzübergang und 55 km nordwestlich von der Hauptstadt Zagreb. Die ungarische Grenze erreicht man nördlich über Varaždin nach etwa 116 km.

## Geschichte

### Mittelalter
Die Stadt Klanjec wurde zum ersten Mal im Jahr 1463 in einer Urkunde des ungarisch-kroatischen Königs Matthias Corvinus erwähnt und war eine Ansiedlung der Bevölkerung unterhalb der Festung Cesargrad aus dem 14. Jahrhundert. Im 16. Jahrhundert wechselte die Stadt mit ihrer Festungsanlage öfters den Besitzer und kam im Jahr 1521 in den Besitz des Kardinals Toma Bakač Erdödy.
Während der Bauernaufstände im Jahr 1573 wurde die Festung erstmals beschädigt, als unter der Führung der aufständischen Bauern Ilija Gregorić sie in Brand setzte. Ende des 16. Jahrhunderts wurde die osmanische Bedrohung immer größer und der kroatische Ban Tamás Erdődy ließ die Festung teilweise wieder aufbauen und begann mit der Errichtung des herrschaftlichen Schlosses „Novi Dvori Cesargradski“, dessen Bau im Jahr 1603 fertig gestellt wurde. Anfang des 17. Jahrhunderts kamen Franziskaner in die Stadt und begannen mit dem Bau der Klosteranlage und dessen Kirche. Des Weiteren befand sich im Jahr 1629 in der Nähe der Klosterkirche bereits eine Schule.

### Neuzeit
Die erste öffentliche Schule wurde im Jahr 1841 geöffnet, die von einem Pfarrer geleitet wurde. Im Jahr 1851 kam Klanjec zum Komitat Warasdin und wurde Sitz einer Untergrafschaft und im Jahr 1854 eines Bezirks. Der erste Lesesaal in Klanjec wurde im Jahr 1886 vom Bezirksrichter Albert Jakopović gegründet. Ebenfalls wurden Ende des 19. Jahrhunderts zahlreiche soziale und kulturelle Organisationen gegründet und betrieben.
Nach dem Ersten Weltkrieg kam die Stadt so wie die gesamte Region zum neu gegründeten Staat der Slowenen, Kroaten und Serben, kurz darauf zum Königreich Jugoslawien. Ab 1929 folgten Umstrukturierungen in der neuen Verwaltung im Königreich und die alten Komitate wurden aufgelöst.

## Politik

### Kommunalwahlen
Bei der Kommunalwahl vom 16. Mai 2021 waren 2.386 Bürgerinnen und Bürger in Klanjec wahlberechtigt und aufgefordert den neuen Gemeinderat sowie den neuen Bürgermeister zu wählen. 1.200 Menschen machten von ihrem Wahlrecht Gebrauch, was einer Wahlbeteiligung von 50,29 % entspricht. Dabei gab es insgesamt 1.168 (97,33 %) gültige und 32 (2,67 %) ungültige Stimmen.
| Parteien und Wählergemeinschaften | Parteien und Wählergemeinschaften                                      | % 2021 | Stimmen 2021 | Sitze 2021 |
| SDP                               | Socijaldemokratska partija Hrvatske – Zlatko Brlek                     | 51,1   | 598          | 7          |
| HDZ                               | Hrvatska demokratska zajednica – Igor Jambrešić                        | 28,5   | 334          | 4          |
| HNS                               | Hrvatska narodna stranka – Liberalni demokrati – Jelena Bašić          | 14,1   | 165          | 2          |
| HSSČKŠ                            | Hrvatska stranka svih čakavaca kajkavaca i štokavaca – Nedjeljko Babić | 6,0    | 71           | 0          |
| Gesamt                            | Gesamt                                                                 | 100    | 1.200        | 13         |
| Wahlbeteiligung                   | Wahlbeteiligung                                                        | 50,2 % | 50,2 %       | 50,2 %     |

### Bürgermeister
Bei der Wahl des Bürgermeisters im Mai 2021 waren die Einwohner in der Stadt Klanjec aufgerufen, ein neues Oberhaupt zu wählen. Der Sozialdemokrat Zlatko Brlek wurde im zweiten Wahlgang am 30. Mai 2021 für die dritte Amtszeit mit 676 Stimmen (50,5 %) bestätigt.

## Bevölkerung

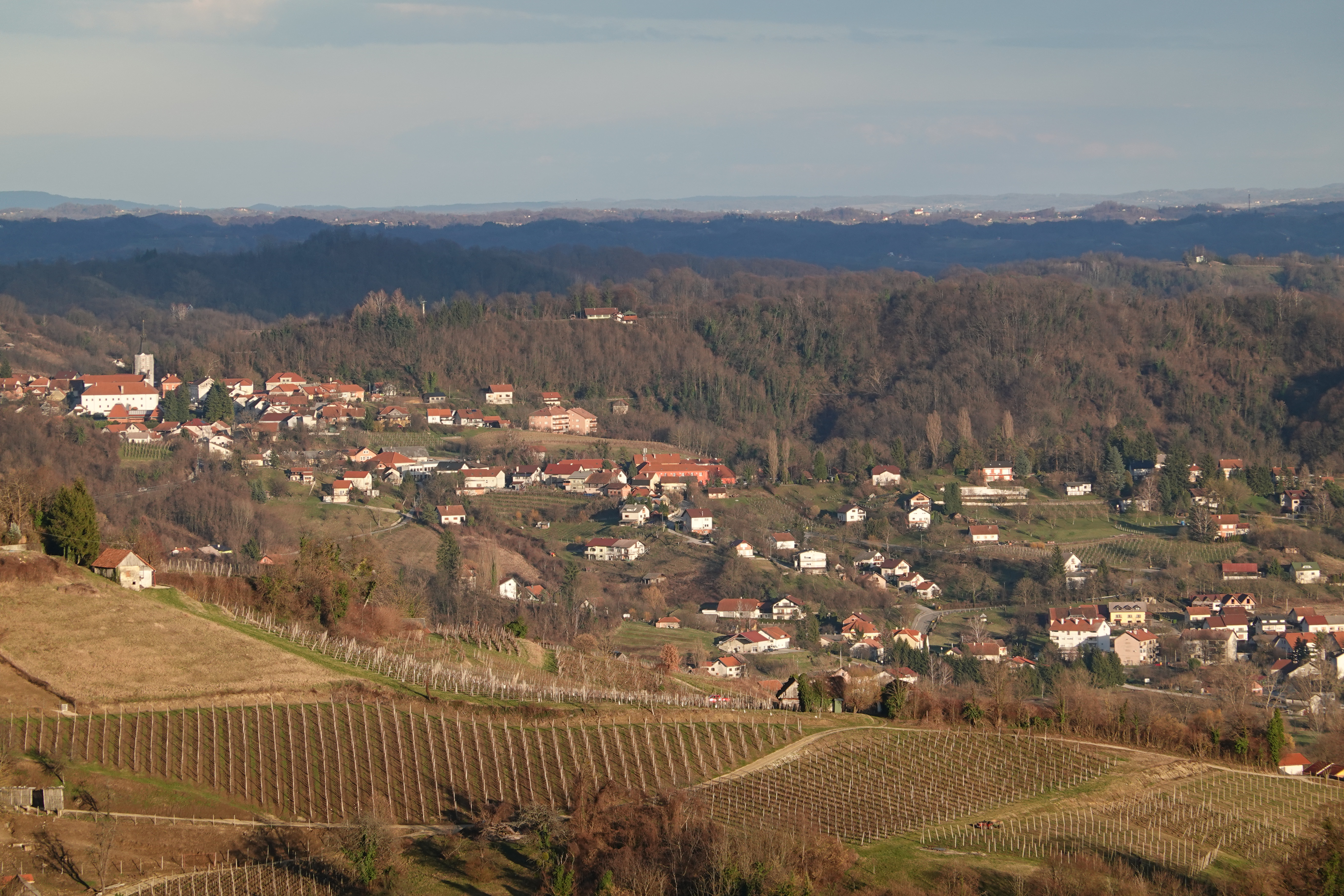
Ansicht der Stadt Klanjec

| Bevölkerungsentwicklung | Bevölkerungsentwicklung | Bevölkerungsentwicklung | Bevölkerungsentwicklung | Bevölkerungsentwicklung | Bevölkerungsentwicklung | Bevölkerungsentwicklung | Bevölkerungsentwicklung | Bevölkerungsentwicklung | Bevölkerungsentwicklung | Bevölkerungsentwicklung | Bevölkerungsentwicklung | Bevölkerungsentwicklung | Bevölkerungsentwicklung | Bevölkerungsentwicklung | Bevölkerungsentwicklung | Bevölkerungsentwicklung |
| ----------------------- | ----------------------- | ----------------------- | ----------------------- | ----------------------- | ----------------------- | ----------------------- | ----------------------- | ----------------------- | ----------------------- | ----------------------- | ----------------------- | ----------------------- | ----------------------- | ----------------------- | ----------------------- | ----------------------- |
| 1857                    | 1869                    | 1880                    | 1890                    | 1900                    | 1910                    | 1921                    | 1931                    | 1948                    | 1953                    | 1961                    | 1971                    | 1981                    | 1991                    | 2001                    | 2011                    | 2021                    |
| 3006                    | 3163                    | 3329                    | 3730                    | 3969                    | 4153                    | 3954                    | 4129                    | 4221                    | 4225                    | 3813                    | 3806                    | 3681                    | 3537                    | 3234                    | 2915                    | 2548                    |

## Sehenswürdigkeiten
- Das Franziskanerkloster mit der Mariä-Verkündigung-Kirche befindet sich im Zentrum der Stadt Klanjec. Die Klosteranlage besteht aus einem dreiflügeligen Gebäude und einer länglichen einschiffigen Kirche, die den Gebäudekomplex als vierten Flügel abschließt. Der Bau des Klosters wurde in der ersten Hälfte des 17. Jahrhunderts abgeschlossen und der Innenraum ist mit hochwertigen Möbeln vergangener Jahrhunderte sowie Wandmalereien ausgestattet.[8]
- Die Ruinen der Festung Cesargrad befindet sich auf einem Hügel des Bergrückens der Cesargradska gora, oberhalb des Flusses Sotla und nahe der Stadt Klanjec. Die Festungsanlage wurde erstmals im Jahr 1399 in der Schenkungsurkunde von König Sigismund an Hermann II. (Cilli) erwähnt. Der Überlieferung nach wurde sie von den damaligen Templern erbaut. Die Struktur der Festung besteht aus einem halbrunden Steingebäude mit Wohnfunktion, umgeben von Mauern und einem Wachturm. Im kroatisch-slowenischen Bauernaufstand von 1573 wurde die Festung geplündert und niedergebrannt. Die Adelsfamilie Erdödy baute sie teilweise wieder auf, bis sie ab der Mitte des 17. Jahrhunderts aufgegeben und dem Verfall preisgegeben wurde.[9]
- Das einstöckige Eckhaus des Sprachwissenschaftlers und Literaturhistorikers Ivan Broz wurde im 19. Jahrhundert erbaut. Die beiden Fassaden des Gebäudes sind reich mit Elementen der architektonischen Plastik jener Zeit verziert. Räumlich und funktional wurde das Erdgeschoss als Gewerbeeinheit genutzt und das Obergeschoss diente zum Wohnen.[10]

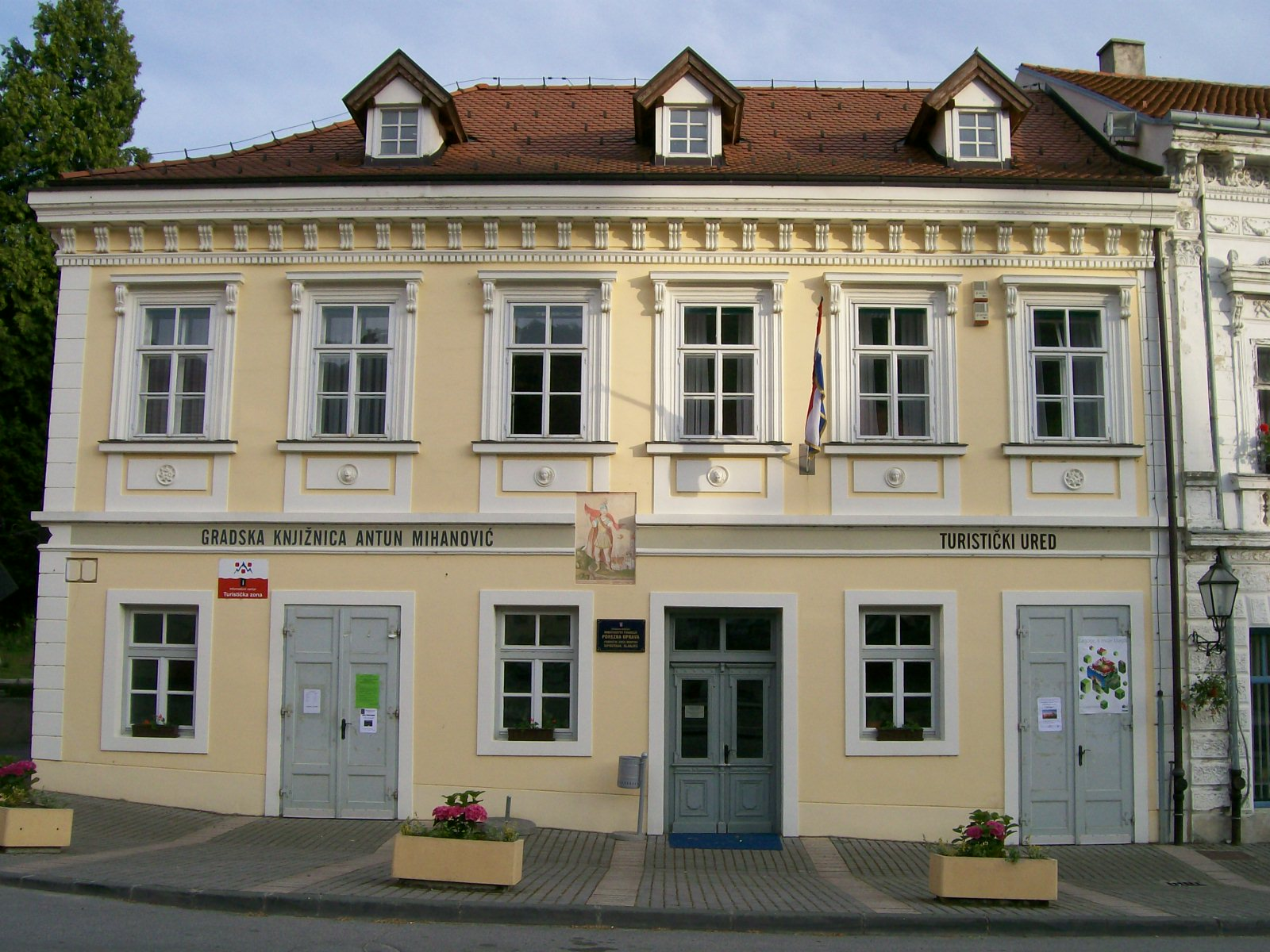
Stadtbibliothek
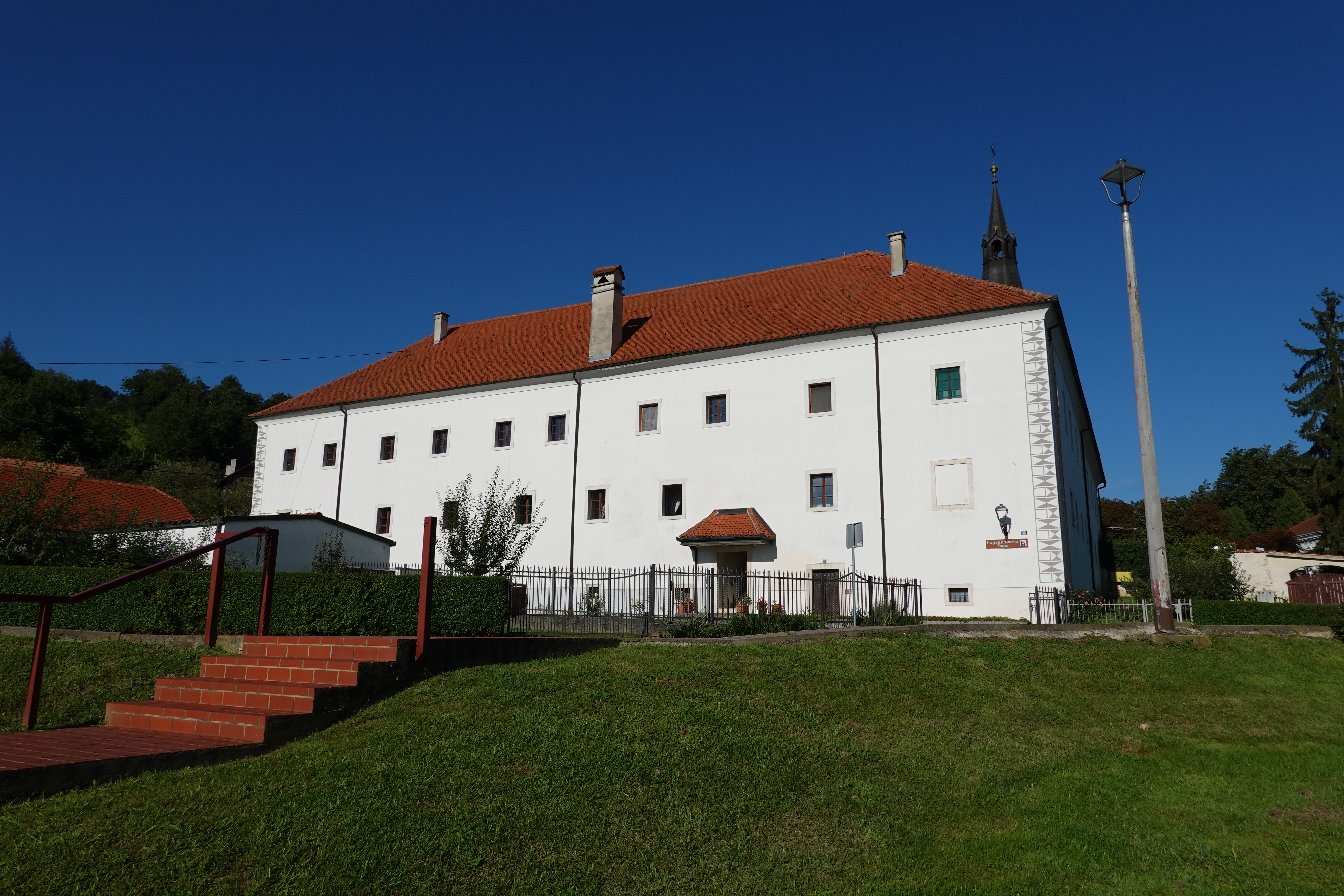
Franziskanerkloster
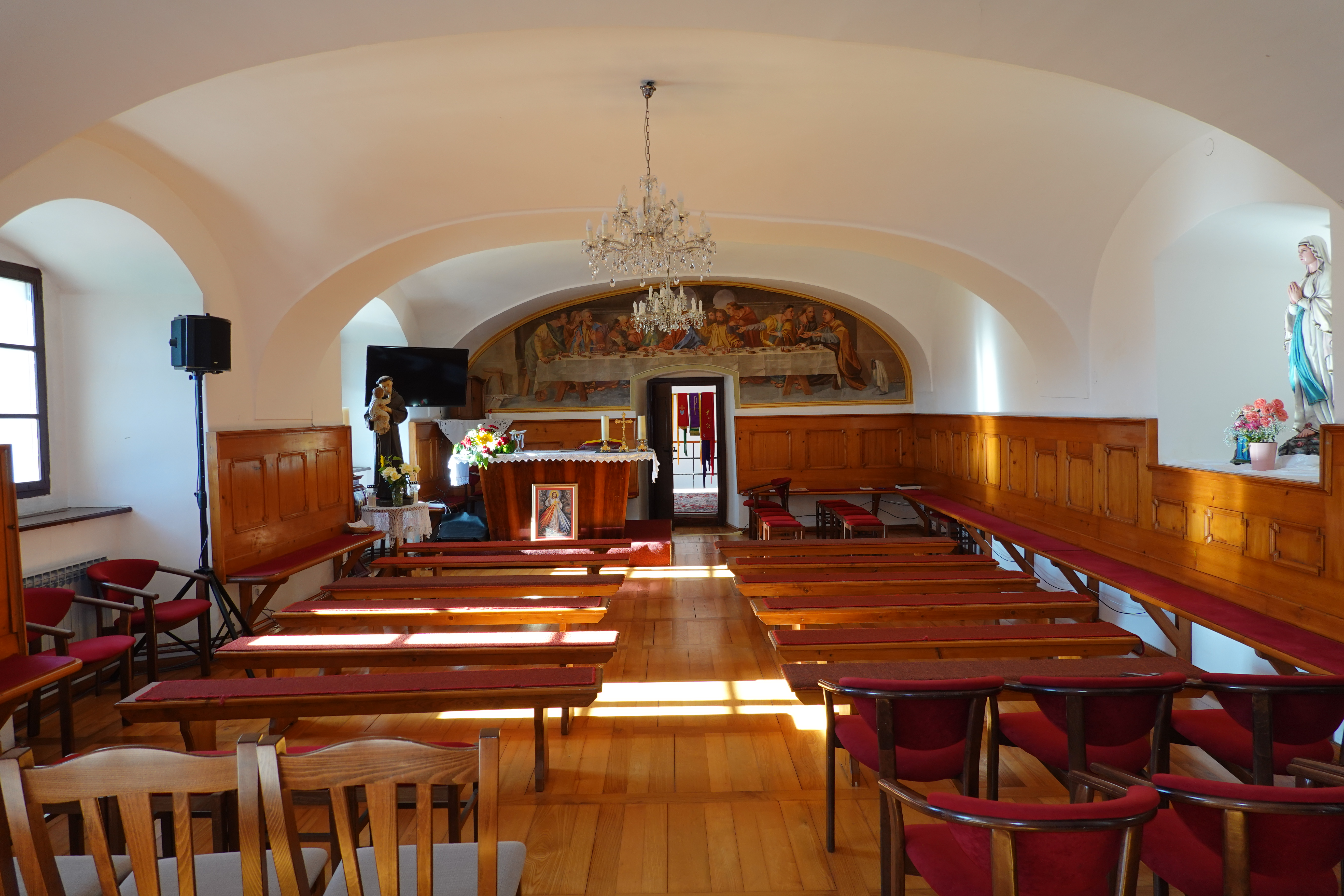
Innenansicht des Klosters
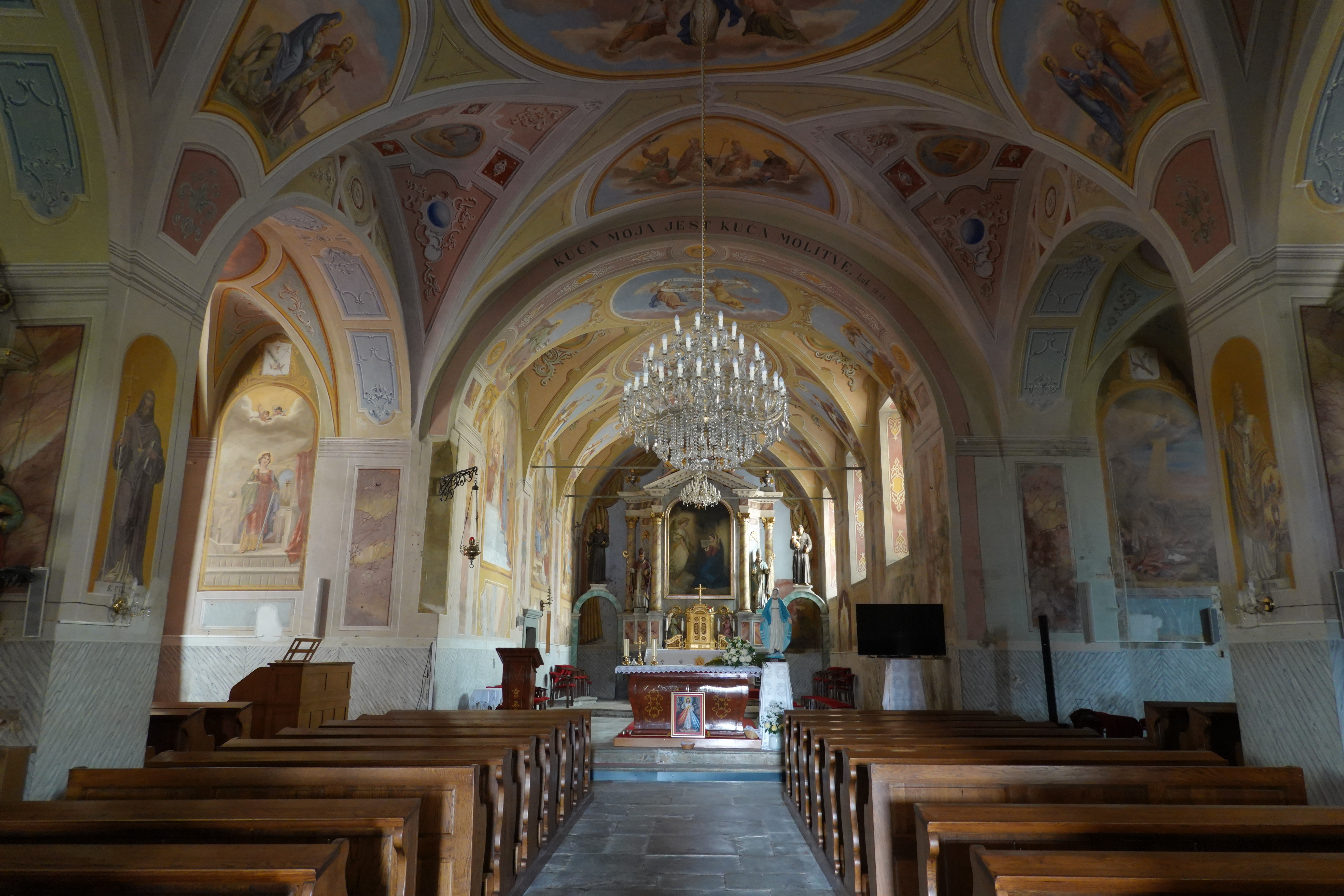
Innenansicht der Klosterkirche
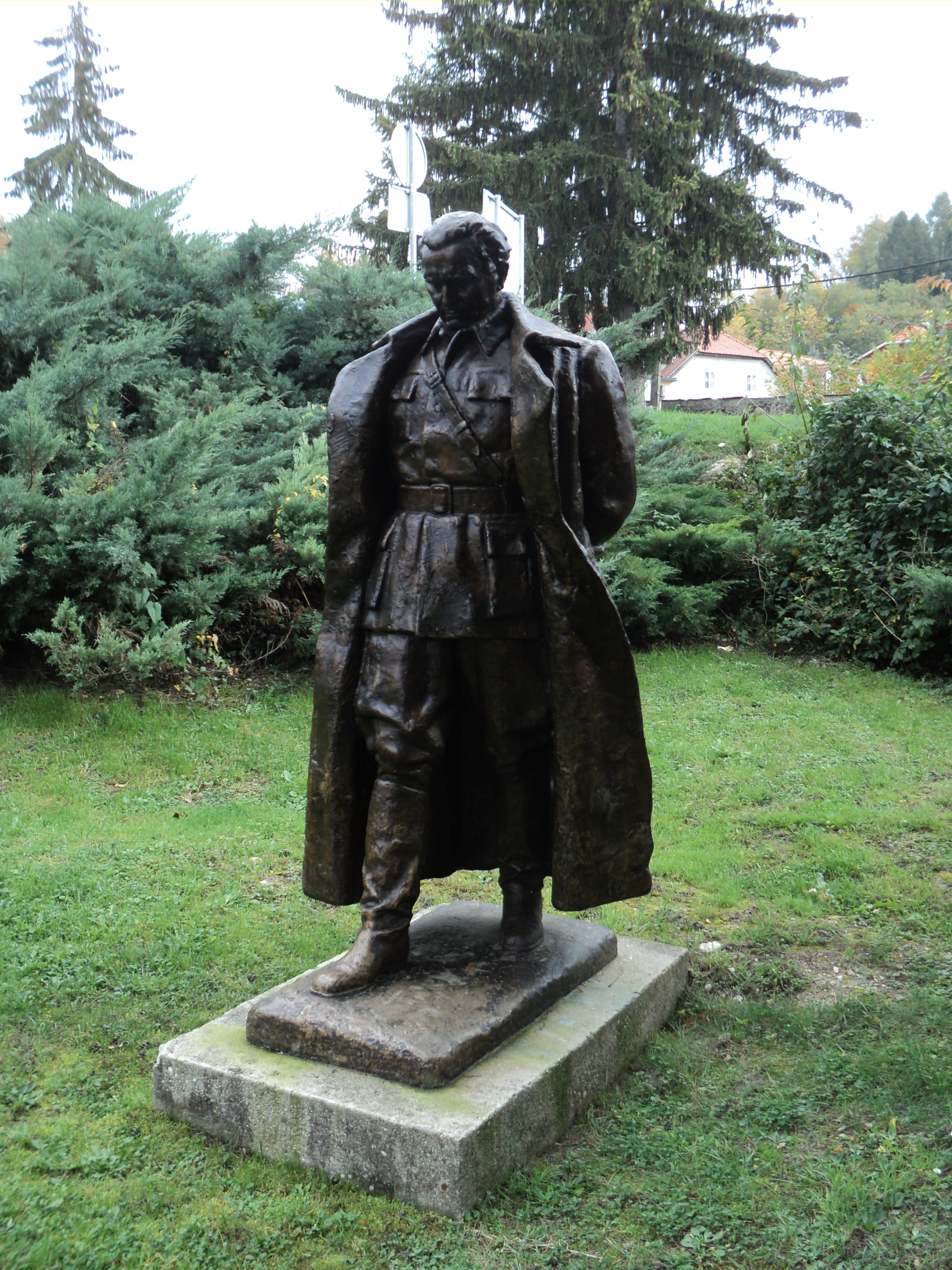
Statue von Josip Broz Tito
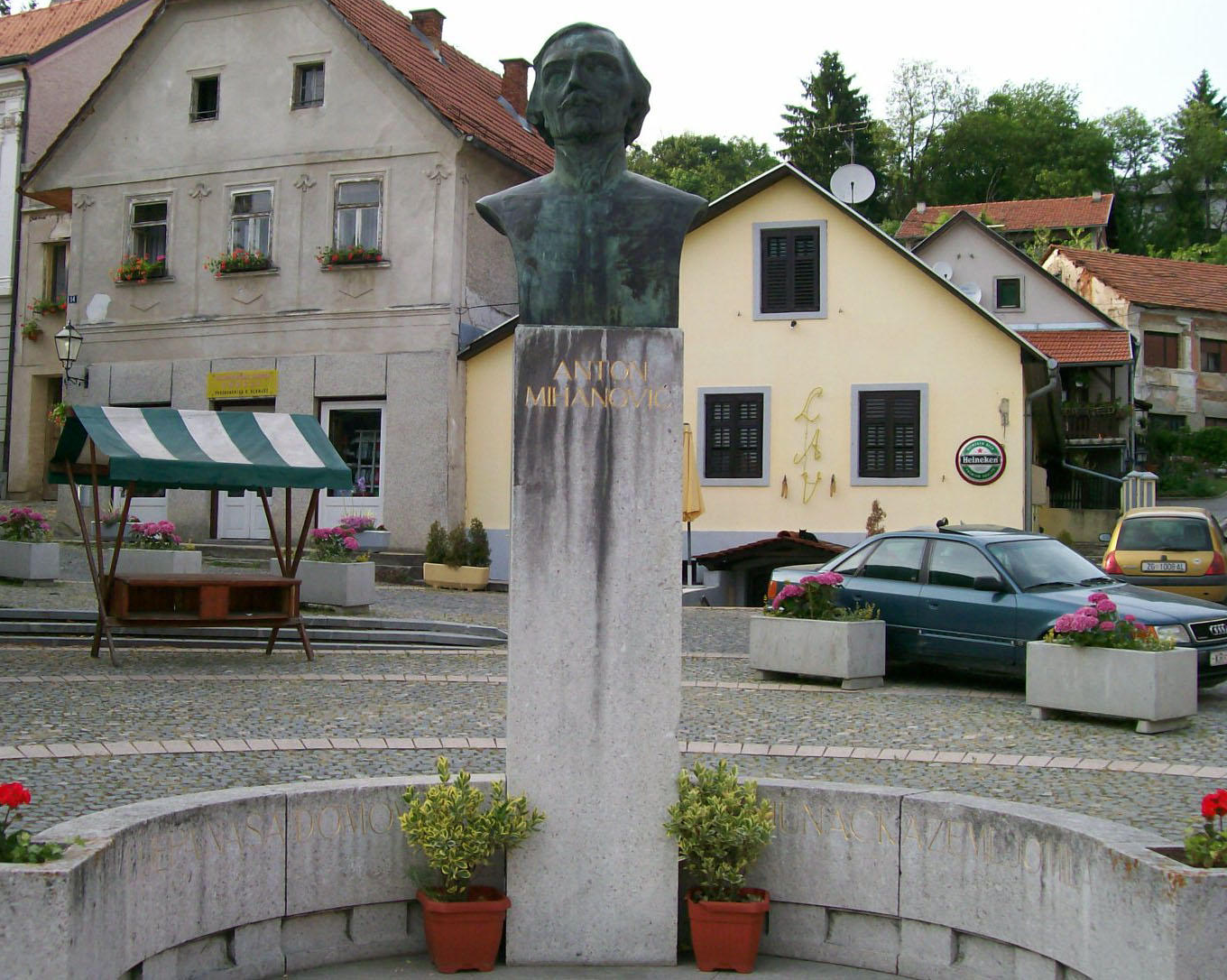
Denkmal von Antun Mihanović
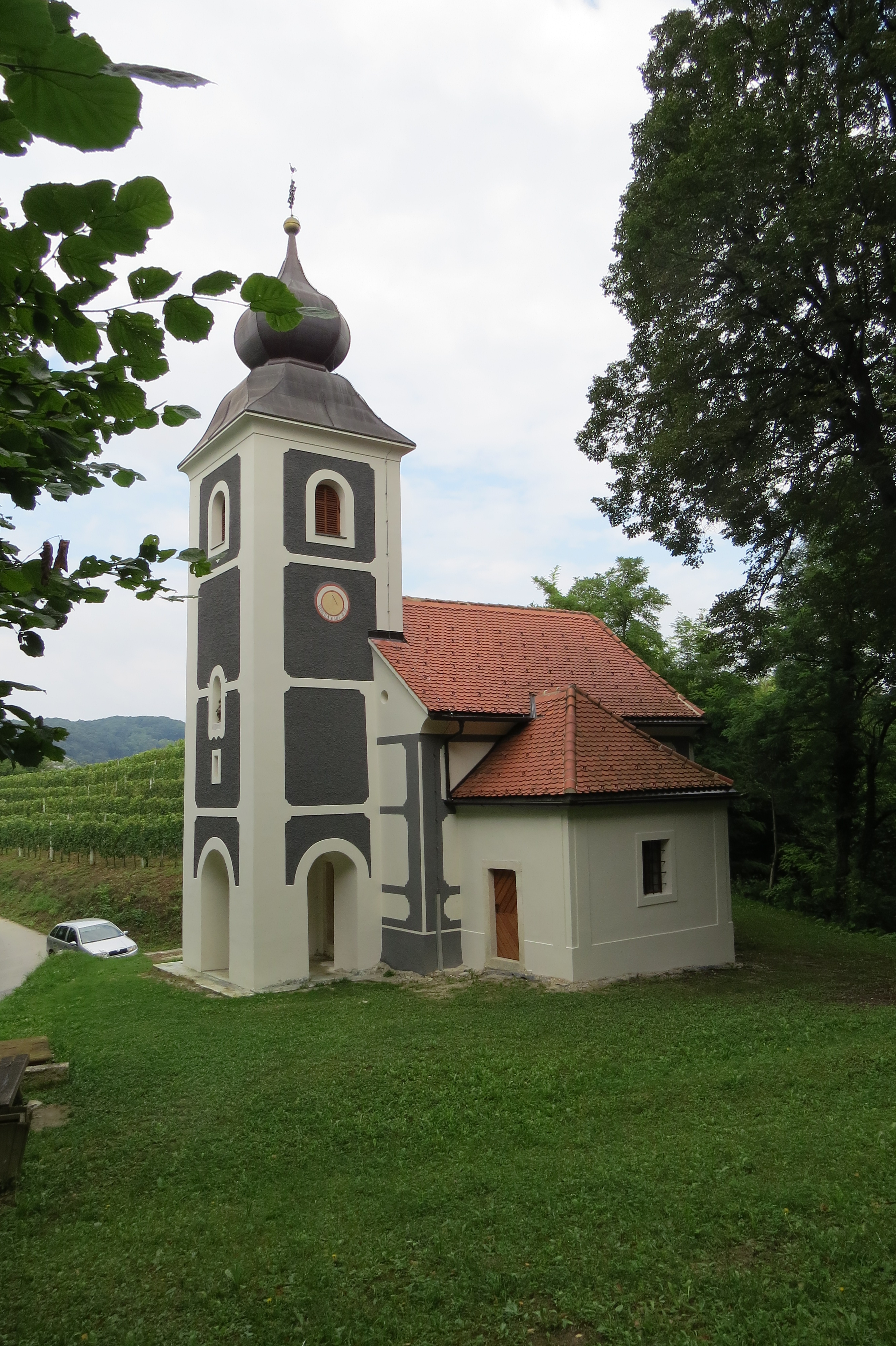
Kapelle des heiligen Florian
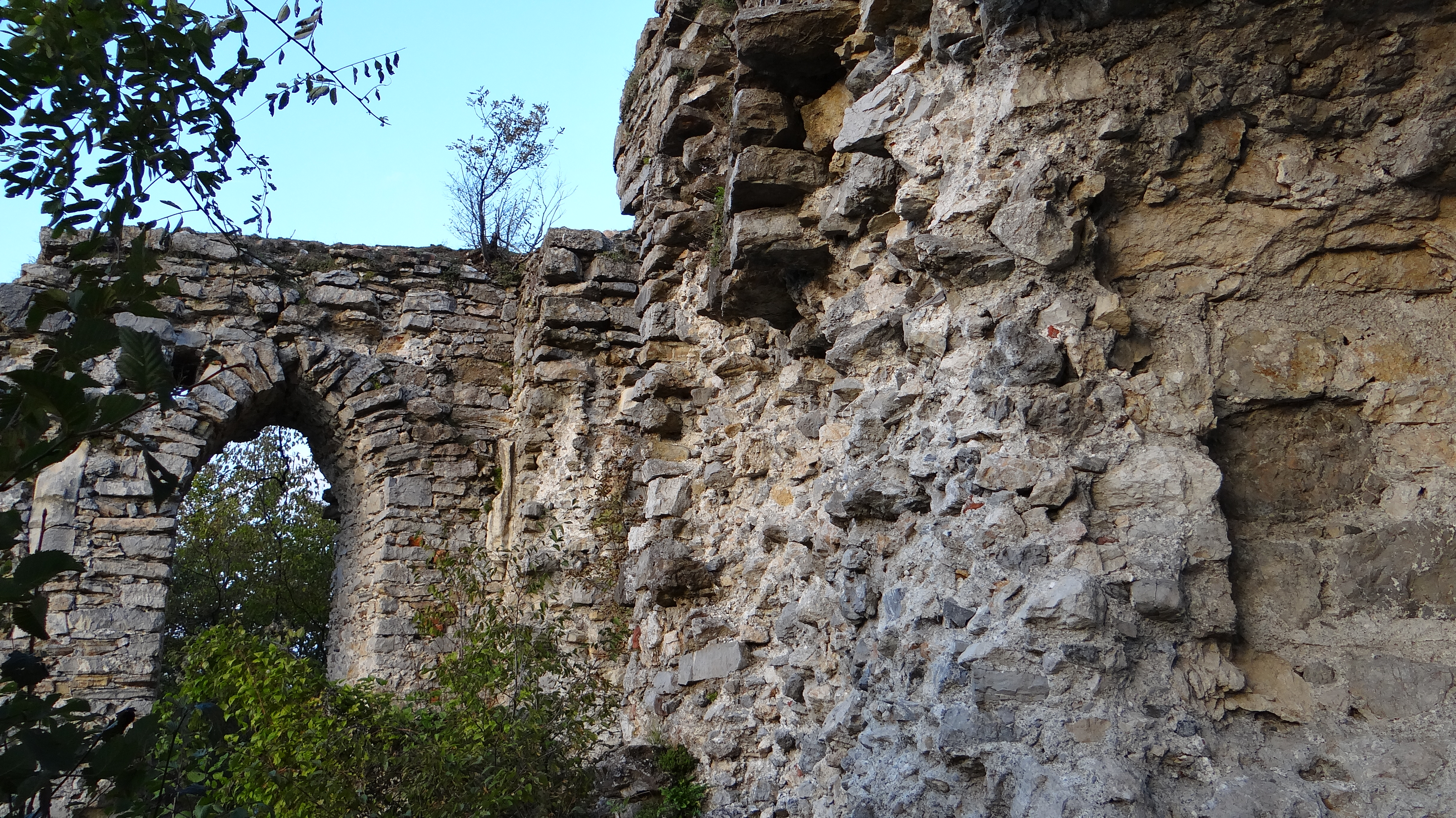
Ruine von Cesargrad

- Die Kapelle des heiligen Florian oberhalb von Klanjec wurde zum ersten Mal im Jahr 1690 erwähnt. Das Gebäude wurde aus Ziegeln gebaut und hat im Inneren ein Gewölbe. Aufgrund ihrer geringen Größe verfügt sie auf jeder Seite über ein großes Fenster. Außerdem verfügt die einschiffige Kapelle mit einem dreiseitigen Altarraum über einen in die Hauptfassade integrierten Glockenturm. Der Glockenturm ist im Erdgeschoss zu Arkaden hin geöffnet. An der Südseite wurde eine Sakristei angebaut und über dem Eingang zur Kapelle befindet sich ein kleiner Chor. Ihr heutiges Aussehen erhielt sie im Jahr 1742 und wurde im Lauf der Jahrhunderte immer wieder renoviert.[11]

## Persönlichkeiten
- Antun Mihanović (1796–1861), Lyriker, österreichischer Diplomat und Verfasser der kroatischen Nationalhymne
- Franjo Iveković (1834–1914), Schriftsteller und Theologe
- Ivan Broz (1852–1893), Sprachwissenschaftler und Literaturhistoriker
- Ćiril Metod Iveković (1864–1933), Architekt
- Oton Iveković (1869–1939), Maler
- Antun Augustinčić (1900–1979), Bildhauer